# Вълко Вълкович
Вълко Вълкович е български архитект с твърде кратка кариера. Проектирал две сгради в Пловдив като е използвал елементи на сецесион за декорирането им.

## Биография
Вълко Александров Вълкович е роден през 1873 г. в Пловдив в семейството на военен лекар. Баща му д-р Александър Вълкович Чалъков е завършил Военномедицинско училище в Цариград през 1866 г. и е един от първите лекари в Пловдив. Негов чичо е д-р Георги Вълкович – директор (министър) на земеделието и търговията в правителството на Източна Румелия. Вълко завършва архитектура в Париж, Франция в края на XIX век и той се завръща в Пловдив през 1898 г.
Сградата на Френския девически колеж „Св. Йосиф” е една от неговите творби. В същност това е първият мащабен проект на арх. Георги Фингов съвместно с Вълкович. Към колежа, заемащ почти цял квартал между четири улици, има едноименен католически храм „Св. Йосиф”, построен по същото време.
Архитект Вълко Вълкович получава награда в конкурса за проектиране на сграда на Национален музей на Българското възраждане. Това го прави известен и той получава предложение да проектира къщата на Деньо Манев – бъдещ кмет на Пловдив. Проектът е готов през април 1900 г., а къщата е построена скоро след това. Къщата е обявена за паметник на културата.
Двата проекта на Вълкович – френският девически колеж и тази фамилна къща – всъщност си приличат по дизайна. Те са в стил сецесион с лизени – елементите на ъглите на сградата и обрамчване на прозорците.
Арх. Вълкович умира от болест през 1901 г.

## Проекти
В Пловдив
- Френски девически колеж „Св. Йосиф“, днес е един от учебните корпуси на Техническия университет в Пловдив, ул. „Цанко Дюстабанов“ 8 (1899)
- Къщата на Деньо Манев, ул. Лейди Странгфорд – кръстовището с ул. Божидар Здравков (1900)